# 安泽海姆
安泽海姆（荷蘭語：Anzegem，荷蘭語發音：[ˈɑnzəɣɛm] ⓘ）是比利时弗拉芒大區西佛兰德省科特赖克区的一个市镇，西与东佛兰德省接壤，通行荷蘭語，是弗拉芒社群的一部分，面积42.35平方千米，人口14,609人（2018年1月1日）。